# Dröj hos mig främling...
Dröj hos mig främling... är en amerikansk film från 1960 i regi av Richard Quine. Filmen bygger på en roman av Evan Hunter. Han skrev även filmmanuset.

## Rollista
- Kirk Douglas - Larry Coe
- Kim Novak - Margaret 'Maggie' Gault
- Ernie Kovacs - Roger Altar
- Barbara Rush - Eve Coe
- Walter Matthau - Felix Anders
- Virginia Bruce - Mrs. Wagner
- Kent Smith - Stanley Baxter
- Helen Gallagher - Betty Anders
- John Bryant - Ken Gault
- Nancy Kovack - Marcia
- Paul Picerni - Arthur